# Тротула Салернська
Тротула Салернська (XI—XII століття, точні роки життя невідомі) — італійська лікарка, написала безліч трактатів про медицину, здоров'я і лікарські трави. Працювала в Салерно. Найвизначнішою роботою є «De ornatu mulierum» («Жіноча косметика»), в якій зібрані поради з лікування шкірних захворювань природними засобами та про косметичні засоби. Інші роботи також присвячені здоров'ю жінок. У середньовічній Європі ці тексти були основним джерелом інформації про жіноче здоров'я.

## Біографія
Про життя Тротули мало що відомо. Він народила ся в Салерно, в знатній нормандській родині Ругьєро. Завдяки аристократичному походженню Тротула мала можливість отримати хорошу освіту та вивчала медицину. Вона, як вважають, була лікарем у медичні школі Салерно. Жила і працювала за часів останнього ломбардського князя Салернського Гізульфа II, ймовірно, до приходу в місто доктора Константина Африканського. Середньовічний вчений Каспар Вольф стверджував, що тексти Тротула були написані чоловіком, звільненим рабом-римлянином. Інші історики спростовують це твердження.
Тротула вийшла заміж за лікаря Джованні Платеаріо. У них народилося двоє синів, Джованні і Маттео, які продовжували діяльність батьків і які, разом з батьками, запам'яталися як Magistri Platearii.

## Внесок
Тексти «Хвороби жінок», «Лікування жінок» і «Жіноча косметика» зазвичай іменуються «Trotula». Хоча немає доказів того, що «Лікування жінок» і «Women's Cosmetics» справді були написані Тротулою; ці два тексти поширювалися анонімно, поки не були об'єднані з «Хвороби жінок» десь в тринадцятому столітті, і до кінця цього століття вони вже разом називалися «Trotula». Протягом наступних кількох сотень років «Trotula» була поширена по всій Європі, досягнувши найбільшої популярності в чотирнадцятому столітті. Двадцять дев'ять копій збереглися до сьогоднішнього дня.
Крім того, збереглися ще два інших тексти авторства Тротули. Вона була однією з семи лікарів Салерно, які внесли вклад в енциклопедію медичних знань «Про лікування хвороб». Її внесок в енциклопедію пізніше був опублікований окремо у трактаті «Практична медицина за Тротулою». Ці два тексти і «Хвороби жінок» мають беззаперечне авторство Тротули.

### «Хвороби жінок»
У тексті двадцять сім розділів, він описує різні проблеми зі здоров'ям жінки і зосереджений на проблемах з менструацією і народженням дитини. На відміну від «Лікування жінок» у цьому тексті викладені теоретичні пояснення причин хвороби. Пояснення засновані головним чином на гінекологічній теорії Галена. Гален стверджував, що жінки є холоднішими, ніж чоловіки, і не в змозі «готувати» свої поживні речовини, тому вони повинні усунути надлишок речовини через менструації. У гінекології Галена менструація сприймається як здорове і важливе явище. Авторка «Хвороби жінок» описує способи регулювання довжини менструацій. Питання про рух матки, інший великий розділ гінекології Галена, також детально обговорено. Висхідний рух матки, або «задуха» матки, викликає цілий ряд проблем. Автор пояснює, що матка відчуває задухи від надлишку жіночої сперми (ще одна ідея Галена) і пропонує декілька можливих засобів вирішення проблеми. Крім того, обговорено питання лікування акушерських свищів і належний режим для новонародженої дитини. Авторка цього тексту, ймовірно, була знайома з гінекологією Галена завдяки арабським медичним текстам, таким як «Viaticum» Ібн аль-Джаззара.

### «Лікування жінок»
Текст описує лікування різних жіночих (і декількох чоловічих) проблем. Обґрунтування виникнення проблем наведено мінімальне, в центрі уваги — лікування. Викладено питання в діапазоні від засмаги і до безпліддя. Засоби часто включають в себе суміші трав і спецій. Перераховані процедури опираються на середземноморську усну традицію, а не арабські тексти або Галена.

### «Жіноча косметика»
«De Ornatu mulierum», також званий «Trotula Minor» або «Жіноча косметика», є трактатом, який вчить жінок як зберегти і поліпшити їхню красу і лікувати шкірні захворювання, дотримуючись низки настанов, порад і використовуючи природні засоби. У тексті надані уроки з макіяжу, засоби усунення зморшок, видалення набряклості обличчя та очей, видалення небажаного волосся з тіла, освітлення шкіри, приховування плям і веснянок, чищення зубів і усунення неприємного запаху з рота, відновлення волосся, лікування губ і десен. Тут описана розробка і використання мазей і лікувальних трав для обличчя та волосся, але відсутні рекомендації щодо використання парових ванн і масажів. Для авторки краса жінок пов'язана з філософією природи: краса є ознака здорового тіла і гармонії зі Всесвітом.